# Horch 10PS
La Horch 10/25 PS e la Horch 10/30 PS sono due autovetture prodotte dal 1910 al 1922 dalla Casa automobilistica tedesca Horch.

## Storia e profilo
Si tratta di due vetture chiamate a raccogliere il testimone dei modelli 11/22 PS, 22/25 PS e 18/22 PS, non più prodotte già dall'anno precedente. Rispetto a queste ultime, va menzionato l'abbassamento della cilindrata a fronte di prestazioni motoristiche leggermente superiori, segno tangibile dell'evoluzione che ha interessato i propulsori durante questi anni.

### Horch 10/25 PS
Il primo di questi modelli ad uscire dallo stabilimento Horch di Zwickau è stato il modello 10/25 PS, il quale altro non era che un'evoluzione della precedente 11/22 PS. La vettura era equipaggiata con un motore biblocco a 4 cilindri in linea da 2659 cm³. Tale motore altro non era che una versione a corsa leggermente ridotta di quello della 11/22 PS: esso era caratterizzato dall'accensione a magnete e dalla distribuzione di tipo IOE, erogava una potenza massima di 25 CV a 1500 giri/min.

Dal punto di vista telaistico, disponeva ancora di sospensioni ad assale rigido, di freno a pedale che agiva sul cambio e di freno a mano del tipo a ganascia. Il cambio era a 3 marce e la trasmissione era ad albero cardanico, con frizione a cono.

La velocità massima era compresa tra i 65 ed i 70 km/h a seconda del tipo di carrozzeria, che poteva essere a scelta limousine o torpedo. La 10/25 PS fu prodotta solamente per un anno, in 159 esemplari.

### Horch 10/30 PS
Alla 10/25 PS seguì la 10/30 PS, che debuttò con alcune novità significative, meccaniche e di gamma: cominciando dalle novità inerenti alla gamma, va detto che questo modello fu proposto in due varianti motoristiche, varianti che introducono a quelle che furono le novità inerenti ai motori:
- Typ B: con questa sigla viene indicata la 10/30 PS equipaggiata con il tradizionale motore biblocco con testate integrate non rimovibili: la cilindrata era leggermente inferiore (2609 cm³), ma con potenza salita a 30 CV a 1600 giri/min. L'accensione non fu più solamente a magnete, bensì si avvalse anche di una batteria. Telaisticamente, invece, non vi furono novità di sorta, a parte la disponibilità in più varianti di passo, ora anche da 3.135 mm (nella 10/25 PS era prevista una sola misura di passo, pari a 2.815 mm). Pertanto si estese anche il range di velocità massime, ovviamente dipendenti dal tipo di carrozzeria e dal peso che quest'ultima avrebbe fatto gravare sul telaio. In generale, la velocità massima era compresa tra i 60 ed i 75 km/h;
- Typ N: la 10/30 PS Typ N rappresentò la vera novità, in quanto la vettura si accomiatò dal motore biblocco in favore di un motore a monoblocco, sempre a 4 cilindri, ma stavolta della cilindrata di 2613 cm³. Si tratta della seconda Horch equipaggiata con tale nuovo tipo di motore: la prima in assoluto è stata la 12-28 PS introdotta l'anno precedente. L'estrema prossimità fra i tre livelli di cilindrate visti (compresa la 10/25 PS) non devono far pensare a motori strettamente imparentati tra loro, specialmente nel caso della Typ N, che non monta più un biblocco. Inoltre, nel caso del motore della Typ N, la corsa è stata allungata per privilegiare la coppia motrice. Un'altra novità riguardante il motore stava nella nuova distribuzione a valvole laterali. La potenza massima rimase invariata, ma disponibile a 1700 giri/min anziché 1600. Infine, il cambio fu portato a 4 marce anziché 3. Dal punto di vista del telaio, l'offerta di varianti di passo salì a tre: 2.950, 3.200 e 3.350 mm, ma per quanto riguarda le sospensioni e l'impianto frenante non vi furono novità significative. La 10/30 PS Typ N raggiungeva velocità massime comprese tra 60 ed 85 km/h. La sua struttura generale fu utilizzata anche dalla Audi per il suo secondo modello prodotto in serie, la Typ B prodotta tra il 1911 ed il 1914.

La produzione della Typ B cessò nel 1914 con 168 esemplari prodotti, mentre la Typ N riuscì ad arrivare ben oltre la fine della prima guerra mondiale, anche perché le restrittive limitazioni imposte dal Trattato di Versailles impedirono immediati sviluppi di nuovi modelli da parte della Horch. In ogni caso, della Typ N fuirono prodotti 897 esemplari. Questo modello sarebbe stato sostituito dalla 10M20.